# 久我豊通
久我 豊通（こが とよみち）は、室町時代後期から戦国時代にかけての公卿。太政大臣・久我通博の子。官位は従一位・右大臣。

## 官職歴
- 文明8年（1476年）以前　右近衛中将
- 文明9年4月20日（1477年6月10日） - 文明17年8月28日（1485年10月6日）　権中納言
- 文明17年8月28日（1485年10月6日） - 明応6年6月18日（1497年7月17日）　権大納言
- 延徳3年正月16日（1491年2月24日） - 延徳3年12月（1492年1月）　左近衛大将
- 明応6年6月18日（1497年7月17日） - 明応8年5月28日（1499年7月6日）　内大臣
- 明応8年5月28日（1499年7月6日） - 明応9年3月（1500年4月）　右大臣

## 位階歴
- 文明8年（1476年）　従三位
- 文明13年3月1日（1481年3月30日）　正三位
- 長享2年（1488年）　従二位
- 明応2年正月5日（1493年1月22日）　正二位
- 文亀元年6月23日（1501年7月8日）　従一位

## 系譜
- 父：久我通博（1426-1482）
- 母：薄以盛の娘
- 妻：不詳
  - 男子：久我通言（1487-1543）